# Alan K. Simpson
Pour les articles homonymes, voir Simpson.
Alan Kooi Simpson, né le 2 septembre 1931 à Denver et mort le 14 mars 2025, est un homme politique américain, membre du Parti républicain et sénateur du Wyoming au Congrès des États-Unis de 1979 à 1997.

## Biographie
Né à Denver, Alan K. Simpson grandit à Cody dans le Wyoming. Il est le fils du gouverneur et sénateur du Wyoming Milward Lee Simpson (en) et de Lorna Kooi Simpson.
Il sert dans l'United States Army de 1954 à 1956. Diplômé de la faculté de droit de l'université du Wyoming en 1958, il devient avocat et occupe plusieurs fonctions juridiques. En 1964, il entre à la Chambre des représentants du Wyoming, où il siège jusqu'en 1977.
Alan K. Simpson est élu au Sénat des États-Unis en 1978. Réélu en 1984, il devient le whip du groupe républicain au Sénat. Il est réélu une deuxième fois en 1990. À la suite de la révolution républicaine de 1994, Simpson perd son poste de whip d'une voix face à Trent Lott, ses nouveaux collègues ne l'estimant pas assez conservateur. Il choisit de ne pas se représenter lors des  élections de 1996,.
Après son départ du Sénat, Simpson enseigne à Harvard et à l'université du Wyoming. Il participe également à plusieurs commissions, dont le groupe d'étude sur l'Irak. En 2010, le président Barack Obama le nomme co-président de la National Commission on Fiscal Responsibility and Reform (en) aux côtés d'Erskine Bowles. Le rapport Simpson-Bowles sur la réduction des déficits est cependant peu suivi par le Congrès américain.
En juillet 2022, il est décoré de la médaille présidentielle de la liberté par le président Joe Biden.

## Positions politiques
Alan K. Simpson est considéré comme un républicain modéré. Il soutient des réformes sur l'environnement et l'immigration. Il est favorable au droit à l'avortement et aux droits LGBT,. Il est également favorable à un amendement constitutionnel pour renverser l'arrêt Citizens United v. Federal Election Commission et notamment limiter la participation des entreprises aux campagnes électorales.

## Caméo
Alan K. Simpson joue son propre rôle dans le film Président d'un jour (1993).